# Irish Singles Chart
The Irish Singles Chart (Ирландский чарт синглов) — официальный хит-парад синглов Ирландии, издающийся компанией IRMA. Позиции синглов в чарте формируются на основе данных о продажах в розничных сетях и Интернете.

## История
До 1992 года чарт формировался путём анализа данных о закупке музыкальных магазинов у звукозаписывающих лейблов, а не о прямых продажах. 1 октября 1962 года чарты стали выходить в эфире RTÉ, до этого они печатались в газете Evening Herald. В настоящее время чарты объявляются в передаче Pop4 телеканала TG4.
С 1992 года чарты формируются на основе данных о прямых продажах музыкальных релизов, поскольку в этом году IFPI и Ирландская ассоциация звукозаписывающих компаний заключили контракт с Gallup. Последняя установила в музыкальных торговых точках своё оборудование по сбору данных о количестве проданных релизов. В настоящее время чарты формируются на основе данных о продажах крупных сетях музыкальных магазинов HMV и Tower Records и более 40 независимых продавцов.
С 1 июля 2006 года в механизм формирования чартов включены данные о продажах через Интернет на основе данных iTunes, Vodafone Ireland, eircom, Sony Connect, Wippit и Bleep.com.

## Рекорды чарта
В подсчёт данных о релизах до 1962 года не входят хит-парады, печатавшиеся в газете Evening Herald.

| Первый артист, чей сингл дебютировал на 1 месте чарта - Dickie Rock и The Miami Showband — «Every Step Of The Way» (1965) Наибольшее количество синглов, возглавлявших чарт 1. 21 - U2 2. 14 - Westlife 2. 13 - The Beatles 4. 12 - ABBA 5. 9 - Boyzone - Клифф Ричард - Майкл Джексон - Мадонна 8. 8 - Dickie Rock и The Miami Showband - Элвис Пресли - Бритни Спирс 13. 7 - Eminem - Dustin the Turkey - Кайли Миноуг 15. 5 - Shakira - Black Eyed Peas | Рекордное количество недель на первом месте 1. 18 недель - «Riverdance» — Билл Уэйлан 2. 13 недель - «Put 'Em Under Pressure» — Сборная Ирландии по футболу 3. 12 недель - «I Gotta Feeling» — Black Eyed Peas 4. 11 недель - «Nothing Compares 2 U» — Шинейд О’Коннор - «Bohemian Rhapsody» — Queen - «(Everything I Do) I Do It for You» — Брайан Адамс 7. 10 недель - «Mull of Kintyre» — Wings - «Maniac 2000» — Марк Маккейб 9. 9 недель - «From a Jack to a King» — Нед Миллер - «All Kinds of Everything» — Dana - «You're the One That I Want» — Джон Траволта и Оливия Ньютон-Джон - «Do the Bartman» — The Simpsons - «Think Twice» — Селин Дион - «Where Is the Love?» — Black Eyed Peas - «Hips Don't Lie» — Shakira и Wyclef Jean - «I Useta Lover» — The Saw Doctors |